# Isidoro Quaglio

a Compétitions nationales et continentales officielles uniquement.

b Matchs officiels uniquement.
Isidoro Quaglio, né le 11 juillet 1942 à Rovigo dans la province du même nom, en Vénétie, Italie et mort le 2 avril 2008 dans la même ville est un joueur de rugby à XV italien évoluant au poste de deuxième ligne.

## Biographie
Isidoro Quaglio a fait partie de l'effectif du Rugby Rovigo avant d'intégrer celui du CS Bourgoin-Jallieu au poste de deuxième ligne. Il a été entraîneur de l'équipe nationale italienne après avoir été international italien à quinze reprises.

## Palmarès
- Vainqueur du Championnat d'Italie en 1962, 1963 et 1976